# Morestel
Morestel (okzitanisch: Moretél) ist eine französische Gemeinde mit 4416 Einwohnern (Stand: 1. Januar 2022) im Département Isère in der Region Auvergne-Rhône-Alpes. Sie gehört zum Arrondissement La Tour-du-Pin und ist der Hauptort (chef-lieu) des Kantons Morestel. Die Einwohner werden Morestellois(es) genannt.

## Geografie
Morestel liegt etwa 50 Kilometer ostsüdöstlich von Lyon. Umgeben wird Morestel von den Nachbargemeinden Passins im Norden und Westen, Saint-Victor-de-Morestel im Osten und Nordosten, Le Bouchage im Südosten sowie Vézeronce-Curtin im Süden.
Der Flugplatz Morestel liegt auf dem Gemeindegebiet von Passins. Durch die Gemeinde führen die früheren Route nationale 75 und 517.

## Bevölkerungsentwicklung
| Jahr                       | 1962 | 1968 | 1975 | 1982 | 1990 | 1999 | 2006 | 2011 |
| -------------------------- | ---- | ---- | ---- | ---- | ---- | ---- | ---- | ---- |
| Einwohner                  | 1455 | 1782 | 2308 | 2738 | 2972 | 3034 | 3841 | 4256 |
| Quellen: Cassini und INSEE |      |      |      |      |      |      |      |      |

## Sehenswürdigkeiten
- Reste der Burganlage mit Donjon aus dem 13. Jahrhundert, Monument historique
- Kirche Saint-Symphorien aus dem 15. Jahrhundert mit Glockenturm aus dem 17. Jahrhundert, Monument historique
- Museum Ravier mit zahlreichen Werken des Malers François-Auguste Ravier

## Persönlichkeiten
- Michel Mondésert (1916–2009), Weihbischof von Grenoble

## Weblinks

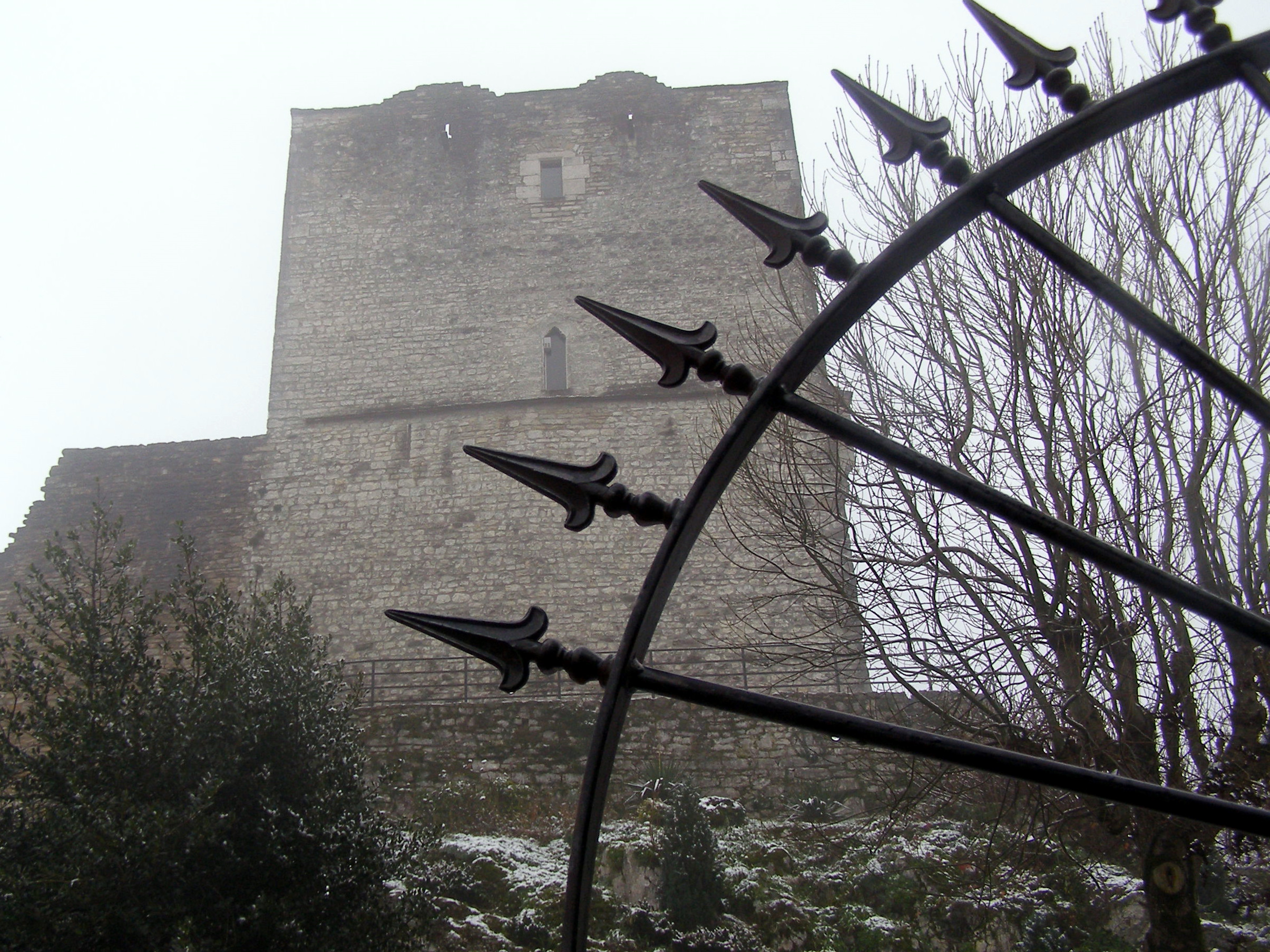
Donjon von Morestel

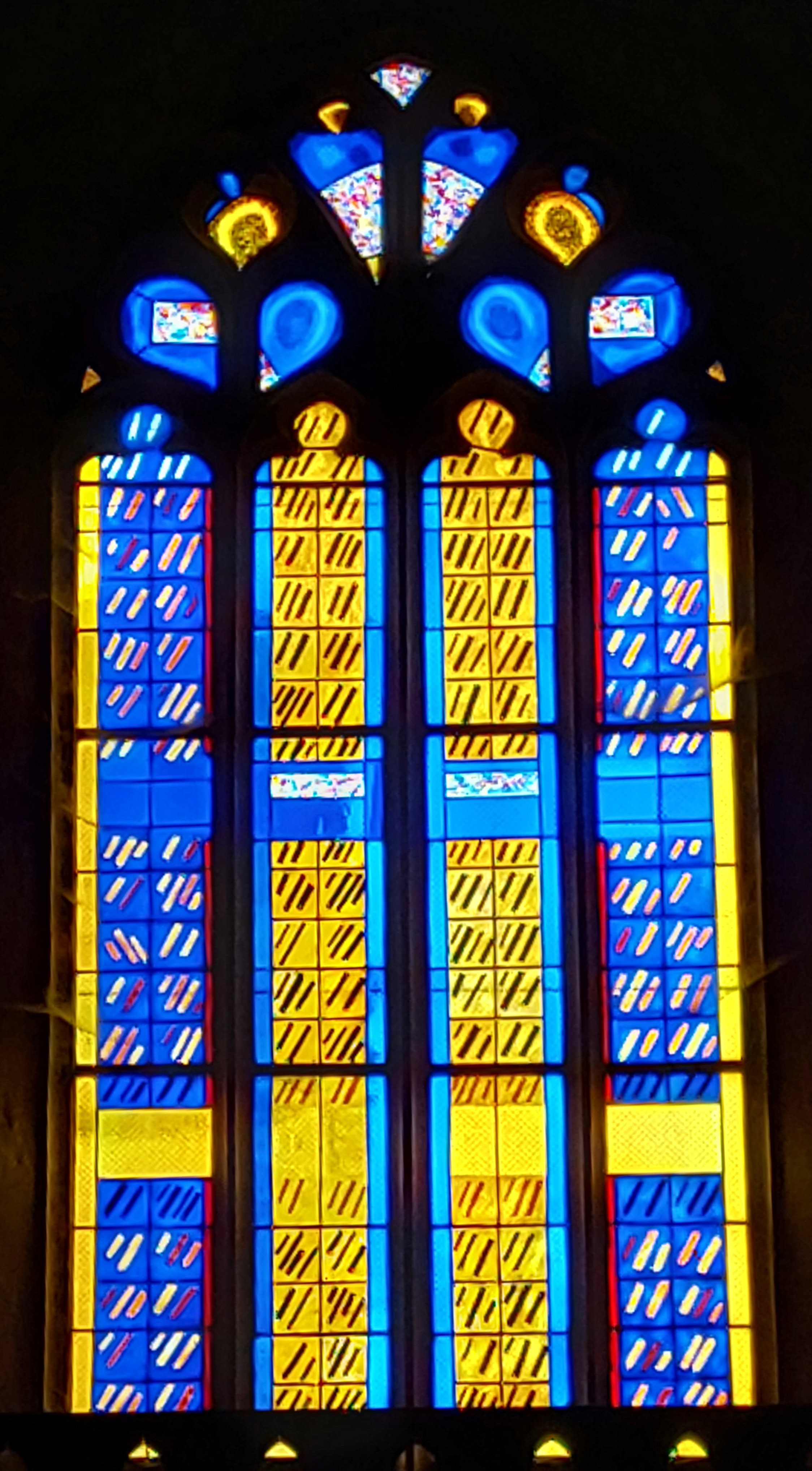
Kirche von Symphorianus.